# Градска општина Лазаревац
Општина Лазаревац је градска општина Града Београда. Заузима површину од 38.351 ha. Према подацима са последњег пописа 2022. године у општини је живело 55.146 становника.
Насеље Лазаревац настало је из села Шопића (данас предграђа Лазаревца) које је 1882. проглашено за варошицу и средиште среза, а 1889. нарасло насеље добија име Лазаревац. Општина је основана 1957. као општина у саставу среза Ваљево, а у саставу београдских општина је од 1971.
Дан општине је слава Видовдан, 28. јун.

## Насеља
Општина има 34 насеља:
- Араповац
- Барзиловица
- Барошевац
- Бистрица
- Брајковац
- Бурово
- Велики Црљени
- Врбовно
- Вреоци
- Дрен
- Дудовица
- Жупањац
- Зеоке
- Јунковац
- Крушевица
- Лазаревац
- Лесковац
- Лукавица
- Мали Црљени
- Медошевац
- Миросаљци
- Петка
- Пркосава
- Рудовци
- Сакуља
- Соколово
- Степојевац
- Стрмово
- Стубица
- Трбушница
- Цветовац
- Чибутковица
- Шопић
- Шушњар

## Месне заједнице
- МЗ Брајковац
- МЗ Барошевац
- МЗ Велики Црљени
- МЗ Вреоци
- МЗ Дудовица
- МЗ Јунковац
- МЗ Медошевац
- МЗ Миросаљци
- МЗ Рудовци
- МЗ Степојевац
- МЗ Трбушница